# ماوگوژاتا فورمنیاک
ماوگوژاتا فورمنیاک (لهستانی: Małgorzata Irena Foremniak؛ ‏ تلفظ لهستانی: [mawɡɔˈʐata fɔˈrɛmɲak]؛ زادهٔ ۸ ژانویهٔ ۱۹۶۷) بازیگر اهل لهستان است. وی از سال ۱۹۸۷ میلادی تاکنون مشغول فعالیت بوده‌است.
از فیلم‌ها یا برنامه‌های تلویزیونی که وی در آن نقش داشته‌است، می‌توان به حالا یا هرگز!، خبرچینان – پدران و دختران، خبرچینان، کینگ‌سایز، پیت‌بول (فیلم)، پیت‌بول (سریال تلویزیونی)، عنکبوت سرخ، در خوشی و سختی، آوالون، هوس‌های امپراتور، حوزه استحفاظی ۱۳، راز ساگال، سکسیفای، قانون حقیقی، هتل ۵۲، حدود پروردگار و افسانه‌ای باستانی: آن هنگام که خورشید ایزد بود اشاره کرد.